# Julien Ingrassia
Julien Ingrassia (Aix-en-Provence, 26 novembre 1979) è un ex copilota di rally francese, dal 2008 al 2021 ha gareggiato in coppia con Sébastien Ogier, con cui ha condiviso gli stessi successi. Con 7 titoli mondiali conquistati e 49 gare vinte è il secondo copilota più vittorioso di sempre, alle spalle di Daniel Elena.

## Carriera
Nel 2008, come copilota di Sébastien Ogier, si aggiudicò il campionato Junior WRC, benché il titolo ufficiale copiloti verrà istituito soltanto nel 2013.
Ingaggiati dalla Volkswagen Motorsport nel 2012, Ingrassia e Ogier gareggiarono con una Škoda Fabia S2000 e passarono la stagione a sviluppare la nuova Volkswagen Polo R WRC che debutterà nel 2013, puntando decisamente alla vittoria nel mondiale WRC..
Già il 4 dicembre 2011 il copilota transalpino centrò il primo colpo con la nuova Polo R WRC, aggiudicandosi la Race of Champions a Düsseldorf.
Nel 2013 vinse assieme a Ogier il campionato del mondo rally con la Volkswagen Polo R WRC ufficiale; seguiranno altri cinque titoli consecutivi, dei quali altri tre vinti con Volkswagen e gli ultimi due, 2017 e 2018, con la squadra britannica M-Sport, gareggiando con una Ford Fiesta WRC.
Nel 2019 la coppia ritornò in Citroën, scuderia con la quale vinsero la loro prima gara nel 2010, che affidò loro la C3 WRC. Al termine dell'anno si classificarono al terzo posto finale nelle classifiche piloti e copiloti.

## Palmarès
- Campionato del mondo rally (2013, 2014, 2015, 2016, 2017, 2018, 2020 e 2021).

### Vittorie nel mondiale rally

#### Junior WRC
| Nº | Anno | Rally                 | Pilota          | Vettura          | Squadra               |
| -- | ---- | --------------------- | --------------- | ---------------- | --------------------- |
| 1  | 2008 | 5° Rally del Messico  | Sébastien Ogier | Citroën C2 S1600 | Équipe de France FFSA |
| 2  | 2008 | 1° Rally di Giordania | Sébastien Ogier | Citroën C2 S1600 | Équipe de France FFSA |
| 3  | 2008 | 26° Rally di Germania | Sébastien Ogier | Citroën C2 S1600 | Équipe de France FFSA |

#### WRC
| Nº | Anno | Rally                      | Pilota          | Vettura               | Squadra                        |
| -- | ---- | -------------------------- | --------------- | --------------------- | ------------------------------ |
| 1  | 2010 | 44º Rally del Portogallo   | Sébastien Ogier | Citroën C4 WRC        | Citroën Junior Team            |
| 2  | 2010 | 6º Rally del Giappone      | Sébastien Ogier | Citroën C4 WRC        | Citroën Total World Rally Team |
| 3  | 2011 | 45º Rally del Portogallo   | Sébastien Ogier | Citroën DS3 WRC       | Citroën Total World Rally Team |
| 4  | 2011 | 3º Rally di Giordania      | Sébastien Ogier | Citroën DS3 WRC       | Citroën Total World Rally Team |
| 5  | 2011 | 57º Rally dell'Acropoli    | Sébastien Ogier | Citroën DS3 WRC       | Citroën Total World Rally Team |
| 6  | 2011 | 29º Rally di Germania      | Sébastien Ogier | Citroën DS3 WRC       | Citroën Total World Rally Team |
| 7  | 2011 | 2º Rally d'Alsazia         | Sébastien Ogier | Citroën DS3 WRC       | Citroën Total World Rally Team |
| 8  | 2013 | 61º Rally di Svezia        | Sébastien Ogier | Volkswagen Polo R WRC | Volkswagen Motorsport          |
| 9  | 2013 | 10º Rally del Messico      | Sébastien Ogier | Volkswagen Polo R WRC | Volkswagen Motorsport          |
| 10 | 2013 | 47º Rally del Portogallo   | Sébastien Ogier | Volkswagen Polo R WRC | Volkswagen Motorsport          |
| 11 | 2013 | 10º Rally di Sardegna      | Sébastien Ogier | Volkswagen Polo R WRC | Volkswagen Motorsport          |
| 12 | 2013 | 63º Rally di Finlandia     | Sébastien Ogier | Volkswagen Polo R WRC | Volkswagen Motorsport          |
| 13 | 2013 | 22º Rally d'Australia      | Sébastien Ogier | Volkswagen Polo R WRC | Volkswagen Motorsport          |
| 14 | 2013 | 4º Rally d'Alsazia         | Sébastien Ogier | Volkswagen Polo R WRC | Volkswagen Motorsport          |
| 15 | 2013 | 49º Rally di Catalogna     | Sébastien Ogier | Volkswagen Polo R WRC | Volkswagen Motorsport          |
| 16 | 2013 | 69º Rally di Gran Bretagna | Sébastien Ogier | Volkswagen Polo R WRC | Volkswagen Motorsport          |
| 17 | 2014 | 82º Rally di Monte Carlo   | Sébastien Ogier | Volkswagen Polo R WRC | Volkswagen Motorsport          |
| 18 | 2014 | 11º Rally del Messico      | Sébastien Ogier | Volkswagen Polo R WRC | Volkswagen Motorsport          |
| 19 | 2014 | 48º Rally del Portogallo   | Sébastien Ogier | Volkswagen Polo R WRC | Volkswagen Motorsport          |
| 20 | 2014 | 11º Rally di Sardegna      | Sébastien Ogier | Volkswagen Polo R WRC | Volkswagen Motorsport          |
| 21 | 2014 | 71º Rally di Polonia       | Sébastien Ogier | Volkswagen Polo R WRC | Volkswagen Motorsport          |
| 22 | 2014 | 23º Rally d'Australia      | Sébastien Ogier | Volkswagen Polo R WRC | Volkswagen Motorsport          |
| 23 | 2014 | 50º Rally di Catalogna     | Sébastien Ogier | Volkswagen Polo R WRC | Volkswagen Motorsport          |
| 24 | 2014 | 70º Rally di Gran Bretagna | Sébastien Ogier | Volkswagen Polo R WRC | Volkswagen Motorsport          |
| 25 | 2015 | 83º Rally di Monte Carlo   | Sébastien Ogier | Volkswagen Polo R WRC | Volkswagen Motorsport          |
| 26 | 2015 | 63º Rally di Svezia        | Sébastien Ogier | Volkswagen Polo R WRC | Volkswagen Motorsport          |
| 27 | 2015 | 12º Rally del Messico      | Sébastien Ogier | Volkswagen Polo R WRC | Volkswagen Motorsport          |
| 28 | 2015 | 12º Rally di Sardegna      | Sébastien Ogier | Volkswagen Polo R WRC | Volkswagen Motorsport          |
| 29 | 2015 | 72º Rally di Polonia       | Sébastien Ogier | Volkswagen Polo R WRC | Volkswagen Motorsport          |
| 30 | 2015 | 33º Rally di Germania      | Sébastien Ogier | Volkswagen Polo R WRC | Volkswagen Motorsport          |
| 31 | 2015 | 24º Rally d'Australia      | Sébastien Ogier | Volkswagen Polo R WRC | Volkswagen Motorsport          |
| 32 | 2015 | 71º Rally di Gran Bretagna | Sébastien Ogier | Volkswagen Polo R WRC | Volkswagen Motorsport          |
| 33 | 2016 | 84º Rally di Monte Carlo   | Sébastien Ogier | Volkswagen Polo R WRC | Volkswagen Motorsport          |
| 34 | 2016 | 64º Rally di Svezia        | Sébastien Ogier | Volkswagen Polo R WRC | Volkswagen Motorsport          |
| 35 | 2016 | 34º Rally di Germania      | Sébastien Ogier | Volkswagen Polo R WRC | Volkswagen Motorsport          |
| 36 | 2016 | 59º Tour de Corse          | Sébastien Ogier | Volkswagen Polo R WRC | Volkswagen Motorsport          |
| 37 | 2016 | 52º Rally di Catalogna     | Sébastien Ogier | Volkswagen Polo R WRC | Volkswagen Motorsport          |
| 38 | 2016 | 72º Rally di Gran Bretagna | Sébastien Ogier | Volkswagen Polo R WRC | Volkswagen Motorsport          |
| 39 | 2017 | 85º Rally di Monte Carlo   | Sébastien Ogier | Ford Fiesta WRC       | M-Sport World Rally Team       |
| 40 | 2017 | 51º Rally del Portogallo   | Sébastien Ogier | Ford Fiesta WRC       | M-Sport World Rally Team       |
| 41 | 2018 | 86º Rally di Monte Carlo   | Sébastien Ogier | Ford Fiesta WRC       | M-Sport World Rally Team       |
| 42 | 2018 | 15º Rally del Messico      | Sébastien Ogier | Ford Fiesta WRC       | M-Sport World Rally Team       |
| 43 | 2018 | 61º Tour de Corse          | Sébastien Ogier | Ford Fiesta WRC       | M-Sport World Rally Team       |
| 44 | 2018 | 74º Rally di Gran Bretagna | Sébastien Ogier | Ford Fiesta WRC       | M-Sport World Rally Team       |
| 45 | 2019 | 87º Rally di Monte Carlo   | Sébastien Ogier | Citroën C3 WRC        | Citroën Total World Rally Team |
| 46 | 2019 | 16º Rally del Messico      | Sébastien Ogier | Citroën C3 WRC        | Citroën Total World Rally Team |
| 47 | 2019 | 12º Rally di Turchia       | Sébastien Ogier | Citroën C3 WRC        | Citroën Total World Rally Team |
| 48 | 2020 | 17º Rally del Messico      | Sébastien Ogier | Toyota Yaris WRC      | Toyota Gazoo Racing WRT        |
| 49 | 2020 | 1° Rally di Monza          | Sébastien Ogier | Toyota Yaris WRC      | Toyota Gazoo Racing WRT        |
| 50 | 2021 | 89° Rally di Monte Carlo   | Sébastien Ogier | Toyota Yaris WRC      | Toyota Gazoo Racing WRT        |
| 51 | 2021 | 45° Rally di Croazia       | Sébastien Ogier | Toyota Yaris WRC      | Toyota Gazoo Racing WRT        |
| 52 | 2021 | 18° Rally di Sardegna      | Sébastien Ogier | Toyota Yaris WRC      | Toyota Gazoo Racing WRT        |
| 53 | 2021 | 68° Safari Rally           | Sébastien Ogier | Toyota Yaris WRC      | Toyota Gazoo Racing WRT        |
| 54 | 2021 | 2° Rally di Monza          | Sébastien Ogier | Toyota Yaris WRC      | Toyota Gazoo Racing WRT        |

## Risultati nel mondiale rally
| 2008 | Scuderia                              | Vettura                                       |  |  |   |  |    |    |  |  |    |    |  |     |    |  |    |  | Punti | Pos. |
| ---- | ------------------------------------- | --------------------------------------------- |  |  | - |  | -- | -- |  |  | -- | -- |  | --- | -- |  | -- |  | ----- | ---- |
| 2008 | Équipe de France FFSA Sébastien Ogier | Citroën C2 S1600 Citroën C2 R2 Citroën C4 WRC |  |  | 8 |  | 11 | 22 |  |  | 35 | 19 |  | Rit | 20 |  | 26 |  | 1     | 23º  |

| 2009 | Scuderia            | Vettura        |   |    |     |    |   |     |   |     |   |   |   |     |  |  |  |  | Punti | Pos. |
| ---- | ------------------- | -------------- | - | -- | --- | -- | - | --- | - | --- | - | - | - | --- |  |  |  |  | ----- | ---- |
| 2009 | Citroën Junior Team | Citroën C4 WRC | 6 | 10 | Rit | 17 | 7 | Rit | 2 | Rit | 6 | 5 | 5 | Rit |  |  |  |  | 24    | 8º   |

| 2010 | Scuderia                                           | Vettura        |   |   |   |   |   |   |   |   |   |   |   |    |     |  |  |  | Punti | Pos. |
| ---- | -------------------------------------------------- | -------------- | - | - | - | - | - | - | - | - | - | - | - | -- | --- |  |  |  | ----- | ---- |
| 2010 | Citroën Junior Team Citroën Total World Rally Team | Citroën C4 WRC | 5 | 3 | 6 | 4 | 2 | 1 | 4 | 2 | 3 | 1 | 6 | 10 | Rit |  |  |  | 167   | 3º   |

| 2011 | Scuderia                       | Vettura         |   |     |   |   |   |   |   |   |   |    |   |     |    |  |  |  | Punti | Pos. |
| ---- | ------------------------------ | --------------- | - | --- | - | - | - | - | - | - | - | -- | - | --- | -- |  |  |  | ----- | ---- |
| 2011 | Citroën Total World Rally Team | Citroën DS3 WRC | 4 | Rit | 1 | 1 | 4 | 3 | 1 | 3 | 1 | 11 | 1 | Rit | 11 |  |  |  | 196   | 3º   |

| 2012 | Scuderia              | Vettura           |     |    |   |   |   |   |  |    |   |    |    |   |     |  |  |  | Punti | Pos. |
| ---- | --------------------- | ----------------- | --- | -- | - | - | - | - |  | -- | - | -- | -- | - | --- |  |  |  | ----- | ---- |
| 2012 | Volkswagen Motorsport | Škoda Fabia S2000 | Rit | 11 | 8 | 7 | 7 | 7 |  | 10 | 6 | 12 | 11 | 5 | Rit |  |  |  | 41    | 10º  |

| 2013 | Scuderia              | Vettura               |   |   |   |   |   |    |   |   |    |   |   |   |   |  |  |  | Punti | Pos. |
| ---- | --------------------- | --------------------- | - | - | - | - | - | -- | - | - | -- | - | - | - | - |  |  |  | ----- | ---- |
| 2013 | Volkswagen Motorsport | Volkswagen Polo R WRC | 2 | 1 | 1 | 1 | 2 | 10 | 1 | 1 | 17 | 1 | 1 | 1 | 1 |  |  |  | 290   | 1º   |

| 2014 | Scuderia              | Vettura               |   |   |   |   |   |   |   |   |     |   |    |   |   |  |  |  | Punti | Pos. |
| ---- | --------------------- | --------------------- | - | - | - | - | - | - | - | - | --- | - | -- | - | - |  |  |  | ----- | ---- |
| 2014 | Volkswagen Motorsport | Volkswagen Polo R WRC | 1 | 6 | 1 | 1 | 2 | 1 | 1 | 2 | Rit | 1 | 13 | 1 | 1 |  |  |  | 267   | 1º   |

| 2015 | Scuderia              | Vettura               |   |   |   |    |   |   |   |   |   |   |    |     |   |  |  |  | Punti | Pos. |
| ---- | --------------------- | --------------------- | - | - | - | -- | - | - | - | - | - | - | -- | --- | - |  |  |  | ----- | ---- |
| 2015 | Volkswagen Motorsport | Volkswagen Polo R WRC | 1 | 1 | 1 | 17 | 2 | 1 | 1 | 2 | 1 | 1 | 15 | Rit | 1 |  |  |  | 263   | 1º   |

| 2016 | Scuderia              | Vettura               |   |   |   |   |   |   |   |    |   |   |   |   |   |   |  |  | Punti | Pos. |
| ---- | --------------------- | --------------------- | - | - | - | - | - | - | - | -- | - | - | - | - | - | - |  |  | ----- | ---- |
| 2016 | Volkswagen Motorsport | Volkswagen Polo R WRC | 1 | 1 | 2 | 2 | 3 | 3 | 6 | 24 | 1 | C | 1 | 1 | 1 | 2 |  |  | 268   | 1º   |

| 2017 | Scuderia                 | Vettura         |   |   |   |   |   |   |   |   |     |   |   |   |   |  |  |  | Punti | Pos. |
| ---- | ------------------------ | --------------- | - | - | - | - | - | - | - | - | --- | - | - | - | - |  |  |  | ----- | ---- |
| 2017 | M-Sport World Rally Team | Ford Fiesta WRC | 1 | 3 | 2 | 2 | 4 | 1 | 5 | 3 | Rit | 3 | 2 | 3 | 4 |  |  |  | 232   | 1º   |

| 2018 | Scuderia                 | Vettura         |   |     |   |    |    |     |   |   |    |     |    |   |   |  |  |  | Punti | Pos. |
| ---- | ------------------------ | --------------- | - | --- | - | -- | -- | --- | - | - | -- | --- | -- | - | - |  |  |  | ----- | ---- |
| 2018 | M-Sport World Rally Team | Ford Fiesta WRC | 1 | 102 | 1 | 13 | 42 | Rit | 2 | 5 | 41 | 102 | 13 | 2 | 5 |  |  |  | 219   | 1º   |

| 2019 | Scuderia          | Vettura        |    |     |   |    |    |   |    |     |    |    |    |    |    |  |  |  | Punti | Pos. |
| ---- | ----------------- | -------------- | -- | --- | - | -- | -- | - | -- | --- | -- | -- | -- | -- | -- |  |  |  | ----- | ---- |
| 2019 | Citroën Total WRT | Citroën C3 WRC | 12 | 294 | 1 | 25 | 31 | 2 | 31 | 412 | 54 | 75 | 13 | 32 | 85 |  |  |  | 217   | 3º   |

| 2020 | Scuderia                | Vettura          |   |    |   |    |     |   |   |  |  |  |  |  |  |  |  |  | Punti | Pos. |
| ---- | ----------------------- | ---------------- | - | -- | - | -- | --- | - | - |  |  |  |  |  |  |  |  |  | ----- | ---- |
| 2020 | Toyota Gazoo Racing WRT | Toyota Yaris WRC | 2 | 43 | 1 | 34 | Rit | 3 | 1 |  |  |  |  |  |  |  |  |  | 122   | 1º   |

| 2021 | Scuderia                | Vettura          |   |     |   |   |    |    |    |    |   |   |   |    |  |  |  |  | Punti | Pos. |
| ---- | ----------------------- | ---------------- | - | --- | - | - | -- | -- | -- | -- | - | - | - | -- |  |  |  |  | ----- | ---- |
| 2021 | Toyota Gazoo Racing WRT | Toyota Yaris WRC | 1 | 205 | 1 | 3 | 14 | 14 | 43 | 52 | 3 | 5 | 4 | 15 |  |  |  |  | 230   | 1º   |

| Legenda | 1º posto | 2º posto | 3º posto | A punti | Senza punti | Ritirato | Squalificato | NP=Non partito C=Gara cancellata | Apice=Power stage |
| Nota: la classifica ufficiale a punti relativa ai copiloti, e il corrispondente titolo, vennero resi ufficiali soltanto nel 2010. |          |          |          |         |             |          |              |                                  |                   |

### Junior WRC
| 2008 | Scuderia              | Vettura          |  |  |   |  |   |   |  |  |  |   |  |     |   |  |  | Punti | Pos. |
| ---- | --------------------- | ---------------- |  |  | - |  | - | - |  |  |  | - |  | --- | - |  |  | ----- | ---- |
| 2008 | Équipe de France FFSA | Citroën C2 S1600 |  |  | 1 |  | 1 | 5 |  |  |  | 1 |  | Rit | 2 |  |  | -     |      |

| Legenda | 1º posto | 2º posto | 3º posto | A punti | Senza punti | Ritirato | Squalificato | NP=Non partito C=Gara cancellata | Apice=Power stage |
| Nota: la classifica ufficiale a punti relativa ai copiloti, e il corrispondente titolo, vennero resi ufficiali soltanto nel 2010. |          |          |          |         |             |          |              |                                  |                   |

### Intercontinental Rally Challenge
| Anno | Team                     | Auto              | 1       | 2   | 3   | 4   | 5       | 6   | 7   | 8   | 9   | 10  | 11  | 12  | Pos. | Punti |
| ---- | ------------------------ | ----------------- | ------- | --- | --- | --- | ------- | --- | --- | --- | --- | --- | --- | --- | ---- | ----- |
| 2009 | BF Goodrich Drivers Team | Peugeot 207 S2000 | MON 1   | BRA | KEN | POR | BEL     | RUS | POR | CZE | ESP | ITA | SCO |     | 8    | 10    |
| 2010 | Sébastien Ogier          | Peugeot 207 S2000 | MON Rit | BRA | ARG | CAN | ITA Rit | BEL | AZO | MAD | CZE | ITA | SCO | CYP | -    | 0     |